# Xiulet per a gossos
|  | Per a altres significats, vegeu «xiulet per a gossos (política)». |

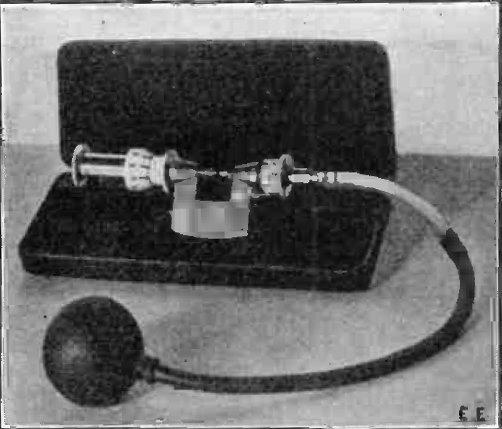
Xiulet Galton, el primer xiulet per a gossos

Un xiulet per a gossos (també conegut com xiulet silenciós o xiulet de Galton) és un tipus de xiulet que emet un so en el rang ultrasònic que les persones no poden sentir però alguns animals sí, inclosos els gossos i gats domèstics i s'utilitza per al seu entrenament. Va ser inventat el 1876 per Francis Galton i s'esmenta en el seu llibre Inquiries in Human Faculty and its Development, en què descriu experiments per provar el rang de freqüències que poden ser escoltades per diversos animals, com per exemple, el gat i el gos domèstics.

## Propietats

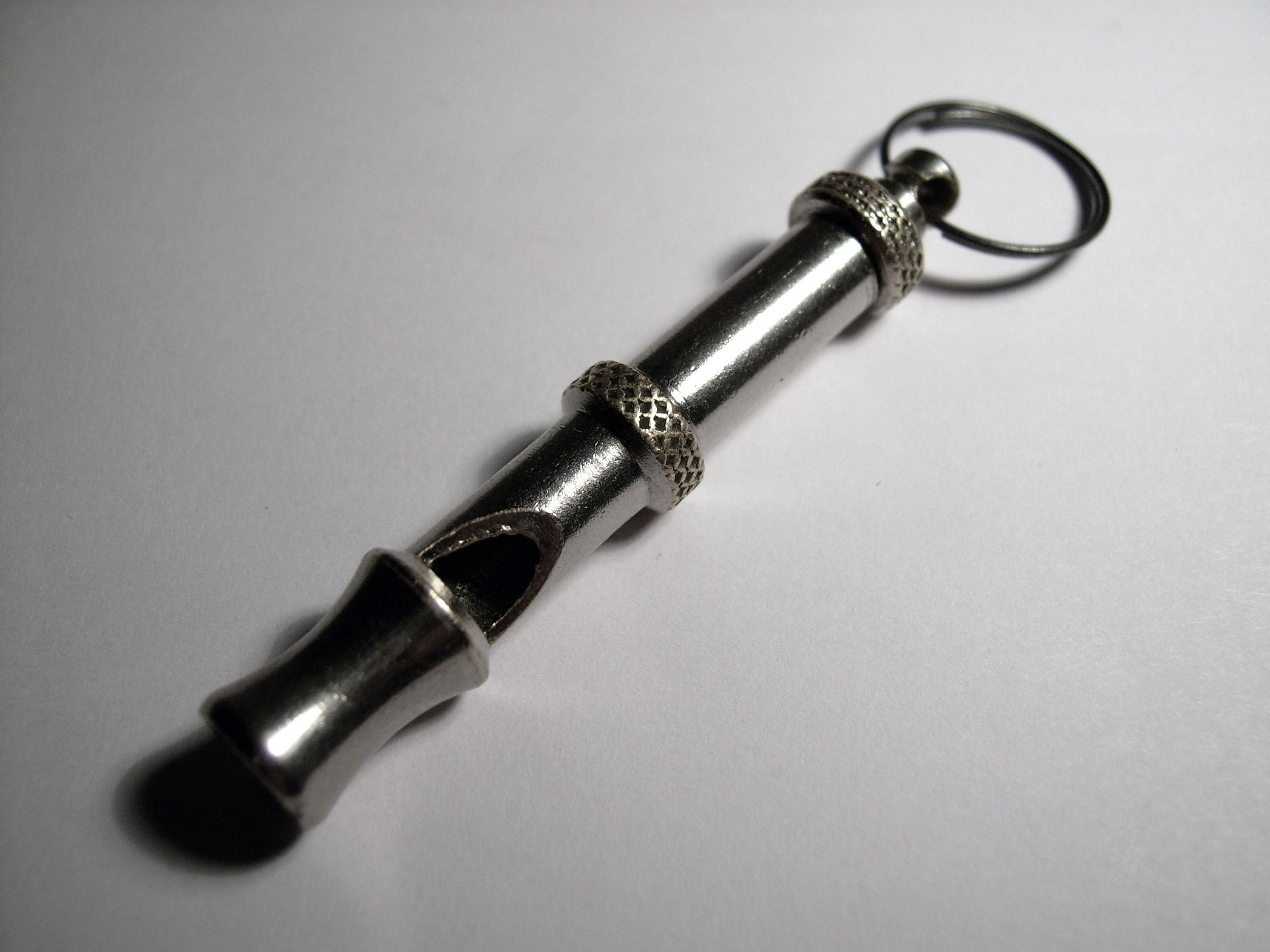
Xiulet de freqüència ajustable

El límit superior del rang d'audició humana és d'aproximadament 20 kilohertz (kHz) per a nens, disminuint a 15-17 kHz per a adults de mitjana edat. L'extrem superior del rang d'audició d'un gos és aproximadament de 45 kHz, mentre que el d'un gat és de 64 kHz. Es creu que els ancestres salvatges dels gats i els gossos van evolucionar fins a un rang auditiu més alt per escoltar els sons d'alta freqüència produïts per les seves preses preferides, els petits rosegadors. La freqüència de la majoria dels xiulets de gos està dins del rang de 23 a 54 kHz, pel que estan per sobre del rang de l'oïda humana, encara que alguns són ajustables en el seu rang auditiu.

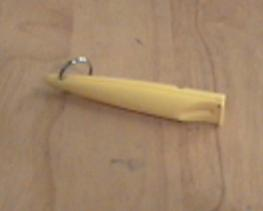
Xiulet per a gossos de freqüència fixa

Per a les orelles humanes, el xiulet d'un gos només produeix un xiulet silenciós. L'avantatge del xiulet per a gossos és que no produeix el so irritant per als humans que produiria un xiulet normal, per la qual cosa es pot fer servir per entrenar animals sense molestar les persones properes. Els entrenadors poden utilitzar el xiulet simplement per cridar l'atenció d'un gos o per infligir dolor amb el propòsit de modificar la seva conducta. Alguns xiulets per a gossos tenen pestanyes ajustables per al control actiu de la freqüència produïda.

## Xiulet piezoelèctric
A part dels xiulets impulsats pels pulmons, també hi ha dispositius electrònics que emeten ultrasons a través d'emissors piezoelèctrics. La varietat electrònica de vegades es combina amb circuits de detecció de lladruc en un esforç per frenar el comportament del gos. Aquest tipus de xiulet també es pot fer servir per determinar el rang d'audició per a les persones i per a demostracions de física que requereixen ultrasons.